# Kausalgeschäft
Kausalgeschäft ist ein Begriff aus der Rechtsgeschäftslehre. Kausalgeschäfte sind Rechtsgeschäfte, aus denen sich der dem abstrakten Geschäft zugrunde liegende Rechtsgrund (lat. „causa“) ergibt. 

## Bedeutung
Wegen des Abstraktionsprinzips ist im deutschen Recht das Kausalgeschäft vom abstrakten Geschäft der Verfügung zu unterscheiden. Kausalgeschäfte sind Rechtsgeschäfte, aus denen sich der dem abstrakten Geschäft zugrunde liegende Rechtsgrund (lat. „causa“) ergibt. Bei ihnen gehört die causa der Zuwendung zum Inhalt des Geschäfts. Das Kausalgeschäft rechtfertigt das abstrakte Geschäft. Die meisten Verpflichtungsgeschäfte sind Kausalgeschäfte.
Beispiel:
Viktor verkauft sein Auto an Klaus. Das bedeutet im Einzelnen:
Viktor verpflichtet sich, Klaus das Auto zu übergeben und ihm dabei das Eigentum am Auto zu verschaffen. Klaus verpflichtet sich im Gegenzug, den vereinbarten Kaufpreis zu zahlen und dem Viktor das Auto abzunehmen. Mit diesen Vereinbarungen kommt das schuldrechtliche Verpflichtungs- oder Kausalgeschäft zustande, der Kaufvertrag gemäß § 433 BGB. Diese Verpflichtungen müssen allerdings auch erfüllt werden, weshalb Viktor im Vollzug seiner Verpflichtung das Auto an Klaus nicht nur real übergibt, sondern auch übereignet. Klaus wiederum übergibt und übereignet Viktor das Geld. In diesen beiden Vollzugsgeschäften liegen die dinglichen (oder abstrakten) Verfügungsgeschäfte gemäß § 929 BGB. Das Kausalgeschäft dient somit als Rechtsgrund für das Behaltendürfen dem Rechtswechsel.
War der Kaufvertrag aus irgendeinem Grund unwirksam, so erfolgt die Übereignung rechtsgrundlos. Sie bleibt aber wirksam. Viktor und Klaus haben gegenseitige Ansprüche auf Rückübereignung des Autos bzw. des Geldes nach den Regeln des Bereicherungsrechts.
Nach dem beispielsweise in Österreich geltenden Kausalprinzip hängt dagegen die Wirksamkeit des Verfügungsgeschäfts von der Wirksamkeit des zugrundeliegenden Kausalgeschäfts ab. Das ist in Deutschland nur der Fall, wenn von den Vertragspartnern eine sog. Geschäftseinheit vereinbart wird.